# Helio AU-24 Stallion
Helio HST-550 Stallion là một loại máy bay thông dụng STOL được phát triển ở Hoa Kỳ vào năm 1963.

## Biến thể
- H-550
  - AU-24A (H-550A)
- H-634 Twin Stallion
- H-1201T Twin Stallion

## Tính năng kỹ chiến thuật (H-550A)
Dữ liệu lấy từ Jane's All The World's Aircraft 1976-77
Đặc điểm tổng quát
- Kíp lái: 1
- Sức chứa: 9 hành khách
- Chiều dài: 39 ft 7 in (12.07 m)
- Sải cánh: 41 ft 0 in (12.50 m)
- Chiều cao: 9 ft 3 in (2.81 m)
- Diện tích cánh: 242 ft2 (22.48 m2)
- Trọng lượng rỗng: 2.860 lb (1.287 kg)
- Trọng lượng có tải: 5.100 lb (2.313 kg)
- Động cơ: 1 × Pratt & Whitney Canada PT6A-27, 680 hp (507 kW)

Hiệu suất bay
- Vận tốc cực đại: 216 mph (348 km/h)
- Vận tốc hành trình: 160[3] mph (257 km/h)
- Tầm bay: 641 dặm (1.031 km)
- Trần bay: 25.000 ft (7.620 m)
- Vận tốc lên cao: 2.200 ft/min (11 m/s)